# Robert Lafore
Robert W. Lafore (nacido el 11 de marzo de 1938) es un programador de ordenadores y analista de sistemas.  Acuñó el término "ficción interactiva" y fue un desarrollador de software en este campo. Además, es un best-seller en el campo de la programación de ordenadores.

## Educación
Robert Lafore estudio Matemáticas e Ingeniería Eléctrica.

## Carrera
Lafore trabajó como analista de sistemas para el Laboratorio de Berkeley del Lawrence. Escribió programas en BASIC para el TRS-80 y fundó su compañía de software propia.
Lafore escribió multitud de textos de juegos de aventura a los que acuñó dentro del término "ficción interactiva", para la Company Adventure International.
Lafore es autor de un gran número de libros en el tema de programación de ordenadores.  Alguno de sus primeros títulos son Soul of CP/M., y su libro Assembly Language Primer for the IBM PC y XT fue un best-seller. Más tarde estribió C++ Interactive Course, Object-Oriented Programming in C++, Turbo C Programming for the IBM, and C Programming Using Turbo C++. Durante un tiempo fue uno de los editores del grupo Waite.